# Макморрис-Роджерс, Кэти
Кэ́ти Макмо́ррис-Ро́джерс (англ. Cathy McMorris Rodgers; род. 22 мая 1969, Сейлем, Орегон, США) — американский политик и садовод.

## Биография
Кэти МакМоррис родилась 22 мая 1969 года в Сейлеме (штат Орегон, США) и выросла на ферме. У Кэти есть брат — менеджер Джефф МакМоррис.

## Карьера
Кэти занимается политикой в 1991 года. Основные должности МакМоррис-Роджерс:
- Председатель Конференции республиканцев в Палате представителей США (с 3 января 2013 года)
- Член Палаты представителей США от 5-го избирательного округа Вашингтона (с 3 января 2005 года)
- Член Палаты представителей Вашингтона от 7-го избирательного округа (январь 1995 год—январь 2005 год).

## Личная жизнь
С 5 августа 2006 года Кэти замужем за коммандером военно-морского флота в отставке Брайаном Роджерсом. У супругов есть трое детей: сын Коул МакМоррис Роджерс (род. в апреле 2007) и две дочери — Грэйс Роджерс (род. в декабре 2010) и Брианн Кэтрин Роджерс (род.24.11.2013).